# Bobnice
Bobnice – gmina w Czechach, w powiecie Nymburk, w kraju środkowoczeskim. Według danych z dnia 1 stycznia 2013 liczyła 856 mieszkańców.